# Jesús Oropesa
Jesús Oropesa Chivilches (Camaná, Perú; 31 de marzo de 1970) es un entrenador peruano de fútbol. Actualmente a cargo de Juan Aurich de Segunda División del Perú.

## Trayectoria
Oropesa trabajó en la Universidad San Martín, América Cochahuayco, Atlético Minero (donde llevó al club a la Segunda División en 2008 después de terminar en las semifinales de la Copa Perú), Deportivo Coopsol y la selección peruana sub-20 como asistente. Estuvo a cargo de Hijos de Acosvinchos durante la temporada 2011, y posteriormente fue designado a cargo de Franciscano San Román.
En febrero de 2012 fue nombrado entrenador de Sport Áncash,posteriormente asumió como entrenador de Willy Serrato en septiembre de ese año, y estuvo a cargo de Binacional durante la temporada 2013 antes de ser designado al frente de Sportivo Huracán el 26 de julio de 2013. 
En marzo de 2014 volvió a Willy Serrato y trabajó en Binacional, San Antonio de Piura y nuevamente en Willy Serrato antes de ser nombrado entrenador de Alfredo Salinas en febrero de 2018. En septiembre de ese mismo año estuvo a cargo del club FC Retamoso de Edwin Retamoso, siendo luego asistente de Wilmar Valencia en Atlético Grau en 2019.
En 2020 fue ayudante de Jahir Butrón en Alianza Atlético, antes de volver a la dirección técnica el 11 de enero de 2021 con Sport Chavelines, sin embargo dimitió el 17 de julio con el club en la primera posición y volvió al Atlético Grau a finales de mes ahora como entrenador.
El 4 de noviembre de 2021 a pesar de lograr el ascenso a la Liga 1 como campeón, Oropesa dejó el Atlético Grau tras no poder acordar nuevas condiciones. Fue nombrado entrenador Unión Comercio el 18 de diciembre, y también llevó al equipo al ascenso a Primera División. Por su parte, el 22 de noviembre de 2021 renovó su contrato.El 3 de junio del 2024, el DT vuelve a tomar las riendas de Unión Comercio.

## Clubes
| Club                             | País | Año           |
| -------------------------------- | ---- | ------------- |
| América Cochahuayco              | Perú | Desconocido   |
| Deportivo Coopsol                | Perú | Desconocido   |
| Atlético Minero                  | Perú | 2008          |
| Perú Sub-20 (asistente)          | Perú | 2008-2009     |
| Hijos de Acosvinchos             | Perú | 2011          |
| Deportivo Santa Rosa de Collique | Perú | 2011          |
| Franciscano San Román            | Perú | 2011-2012     |
| Sport Áncash                     | Perú | 2012          |
| Willy Serrato                    | Perú | 2012          |
| Binacional                       | Perú | 2013          |
| Dportivo Huracán                 | Perú | 2013          |
| Willy Serrato                    | Perú | 2014          |
| Binacional                       | Perú | 2015          |
| San Antonio de Piura             | Perú | 2015          |
| Willy Serrato                    | Perú | 2016          |
| Alfredo Salinas                  | Perú | 2018          |
| Retamoso                         | Perú | 2018          |
| Atlético Grau (asistente)        | Perú | 2019          |
| Alianza Atlético (asistente)     | Perú | 2020          |
| Sport Chavelines                 | Perú | 2021          |
| Atlético Grau                    | Perú | 2021          |
| Unión Comercio                   | Perú | 2022-2023     |
| Juan Aurich                      | Perú | 2023-2024     |
| Unión Comercio                   | Perú | 2024-presente |

## Palmarés

### Campeonatos nacionales
| Título | Club             | País | Año  |
| ------ | ---------------- | ---- | ---- |
| Liga 2 | Alianza Atlético | Perú | 2020 |
| Liga 2 | Atlético Grau    | Perú | 2021 |
| Liga 2 | Unión comercio   | Perú | 2022 |